# Bataille de Bobdubi
Seconde Guerre mondiale, 
Guerre du Pacifique
Batailles
- Mubo
- Bobdubi
- Crête Lababia
- Baie de Nassau
- Crête Roosevelt
- Mont Tambu
- Lae
- Nadzab

La bataille de Bobdubi est une série d'actions menées dans la région de Salamaua en territoire de Nouvelle-Guinée entre les forces australiennes et japonaises du 22 avril au 19 août 1943, pendant la Seconde Guerre mondiale. 
Dans le cadre de l'avancée alliée sur Salamaua, la bataille s'est déroulée en conjonction avec plusieurs autres actions dans la région alors que les Alliés tentaient de détourner l'attention des Japonais de Lae, où ceux-ci ont lancé des débarquements maritimes à la mi-septembre 1943 en conjonction avec des débarquements aériens autour de Nadzab. 
La phase initiale des combats autour de Bobdubi fut caractérisée principalement par de petites unités de harcèlement et des opérations de reconnaissance, tandis que la deuxième phase vit la capture d'un certain nombre de positions défensives japonaises dans des endroits surnommés « Old Vickers », « Timbered Knoll » et « Coconuts ».

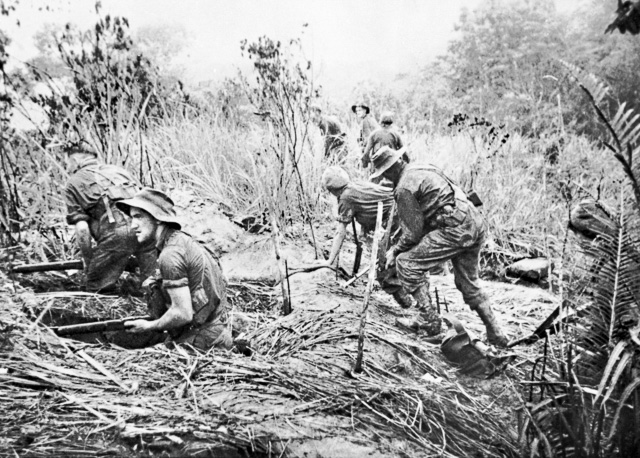
Des troupes de la 2/3e compagnie indépendante australienne prennent position dans des fosses lors d'une attaque sur Timbered Knoll, au nord d'Orodubi, entre Mubo et Salamaua, le 29 juillet 1943.

### Lectures complémentaires
- Phillip Bradley, To Salamaua, Port Melbourne, Victoria, Cambridge University Press, 2010 (ISBN 9780521763905)